# Propaganda în Italia fascistă
Propaganda în Italia fascistă a fost folosită de Partidul Național Fascist în anii care au precedat și în timpul conducerii de către Benito Mussolini a Regatul Italiei din 1922 până în 1943, fiind un instrument crucial pentru dobândirea și menținerea puterii și pentru punerea în aplicare a politicilor fasciste.

## Istoric

### Începuturile Partidului Fascist (1919–1922)

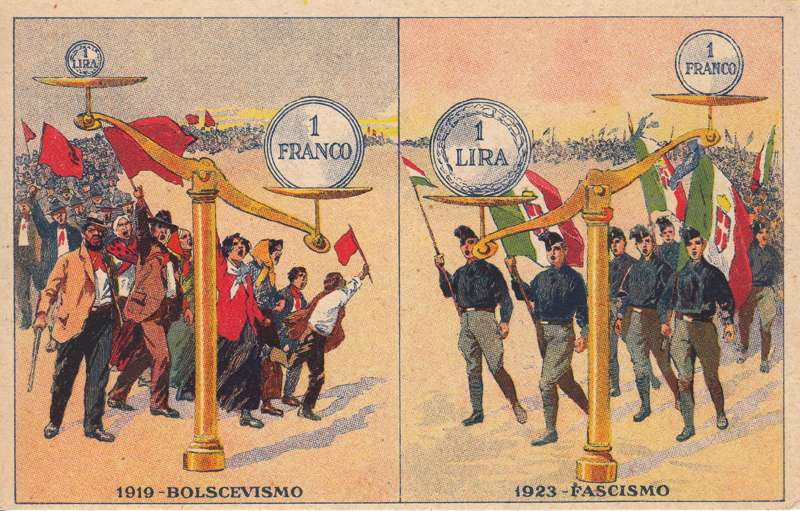
Un afiș antisocialist publicat de fasciștii italieni (1924)

De la formarea fasciilor italiene de luptă în 1919, fasciștii s-au folosit intens de propagandă, inclusiv de spectacole și retorică, pentru a insufla națiunii ideea de unitate care urma să se impună:25-26. Principalul instrument de propagandă al partidului a fost Il Popolo d'Italia (Poporul Italiei), un ziar politic pro-război fondat și condus de însuși Benito Mussolini în 1914, care pleda pentru militarism, ocuparea unor teritorii istorice italiene și intervenția italiană în Primul Război Mondial.
În acei ani, propaganda fascistă a vizat în principal opoziția față de Partidul Socialist Italian (PSI), cea mai mare mișcare politică din țară și principalul adversar al fasciștilor italieni. PSI a fost acuzat că este o marionetă a bolșevicilor sovietici și a fost deseori etichetat drept o „armată rusă”:134. Aceste sentimente erau adesea împărtășite de politicieni liberali italieni, care condamna violența fascistă, dar se temea mai mult de o revoluție bolșevică:146:122.
Pe lângă faptul că îi ataca pe socialiștii italieni prin intermediul ziarului fascist pro-război Il Popolo d'Italia („Poporul Italiei”), Mussolini a atacat deseori și partidele liberale din Regatul Italiei, pe care le considera responsabile pentru așa-numita „victorie mutilată”, un termen folosit pentru a descrie nemulțumirea naționaliștilor italieni cu privire la recompensele teritoriale de la sfârșitul Marelui Război :101-106

### Partidul Fascist la putere (1922–1943)
Odată cu venirea la putere a lui Mussolini, toate eforturile de propagandă au fost grupate în cadrul biroului de presă;, iar eforturile de propagandă au fost organizate încet până la crearea unui Minister al Culturii Populare în 1937:70-71
În 1935 a fost creat un minister special al propagandei, care susținea că scopul său este spunerea adevărului despre fascism, respingerea minciunilor dușmanilor săi și clarificarea ambiguităților care erau de așteptat într-o mișcare atât de mare și de dinamică:85.

## Temele propagandei

### Cultul personalității

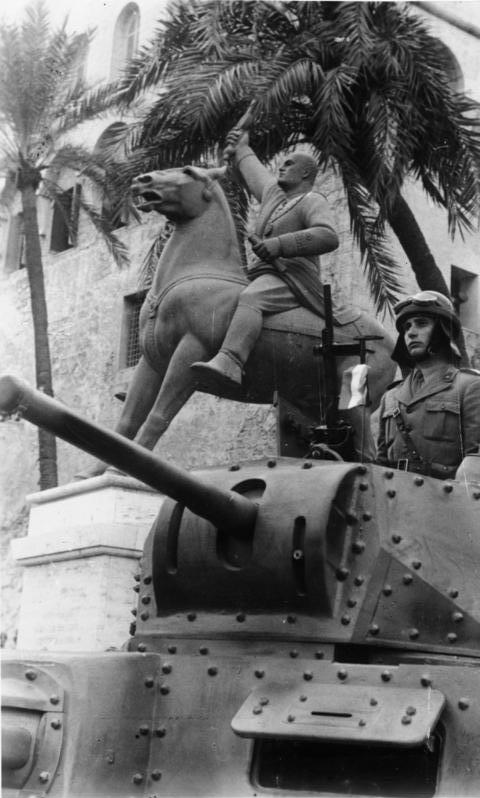
Paradă a forțelor italiene prin fața unei statui ecvestre a lui Mussolini în timpul campaniei din Africa de Nord în Tripoli, Libia ocupată de italieni, martie 1941)

Benito Mussolini a fost figura centrală a fascismului italian și a fost portretizat ca atare:71. Cultul personalității lui Mussolini a fost în multe privințe forța unificatoare a regimului fascist, acționând ca un numitor comun al diferitelor grupuri politice și clase sociale din Partidul Național Fascist și din societatea italiană:478. Cultul personalității lui Mussolini a ajutat la împăcarea cetățenilor italieni cu regimul fascist, în ciuda nemulțumirilor față de oficialitățile locale:37. Un slogan de bază în Italia fascistă proclama că Mussolini avea „întotdeauna dreptate” (în italiană Il Duce ha sempre ragione):3. O publicitate neîntreruptă a fost făcută în jurul lui Mussolini, ziarele fiind instruite cu privire la ce anume să relateze despre el< ref name="Alastair Hamilton"/>.
În general, a fost portretizat într-o manieră macho', dar putea apărea și ca un om al Renașterii sau ca militar, familist sau chiar om de rând. Asta reflecta prezentarea sa ca un om universal, care avea capacitatea să obțină rezultate bune în toate domeniile. O lumină era lăsată aprinsă în biroul său mult timp după ce dormea, ca parte a propagandei pentru a-l prezenta ca fiind un insomniac, care ar fi fost capabil să muncească până noaptea târziu:212-213. Lui Mussolini i-a fost creată o imaginea de erou viteaz și neînfricat, practicant al diferitelor sporturi precum scrimă, automobilism, schi, călărie și înot:68-70. Pentru Mussolini, comparație cu Charles Lindbergh, eroul aviator, a fost deosebit de importantă, deoarece pentru fascismul italian capacitatea de pilotare a avioanelor întruchipa calități precum dinamismul, energia și curajul. Mussolini însuși a supravegheat fotografiile care urmau să fie publicate și le-a respins pe unele dintre ele pentru că nu era suficient de vizibil în cadrul unui grup:206-207.
Tinerețea lui Mussolini (când a preluat funcția, a fost cel mai tânăr prim-ministru din istoria Italiei), precum și aspectul său viril și energic au fost intens promovate:72–73. În simbolismul fascist, tinerețea constituia o metaforă pentru acțiune și vitalitate, care sublinia natura fascismului italian ca ideologie revoluționară în contrast cu imobilismul democrației liberale:72–73. Imnul oficial al fascismului italian, Giovinezza⁠(d) („Tinerețe”), a legat conceptele de tinerețe, renaștere națională și guvernare a lui Mussolini într-o unitate simbolică. Jurnaliștilor le-a fost interzisă publicarea informațiilor despre zilei de naștere și bolile lui Mussolini a fost interzisă pentru jurnaliști, pentru a da impresia că acesta nu îmbătrânește:72–73. Aspectul erotic al acestui cult al personalității a fost, de asemenea, important, deoarece, deși Mussolini era prezentat ca un familist respectabil, propaganda de stat a făcut, între timp, prea puțin pentru a contracara ideea că acesta avea magnetism sexual față de femei și era promiscuu:479-480.
Legendele despre Mussolini care ar fi sfidat moartea în timpul Primului Război Mondial și ar fi supraviețuit tentativelor de asasinat au fost puse în circulație pentru a-i conferi dictatorului o aură mitică și nemuritoare:72-73. S-a afirmat că trupul lui Mussolini a fost străpuns de șrapnel la fel cum Sfântul Sebastian a fost străpuns de săgeți, diferența fiind că Mussolini a supraviețuit acestei încercări:72–73. Mussolini ar fi „suferit și sacrificat pentru alții”, fiind comparat cu Sfântul Francisc de Assisi: 65–66.
Originea umilă a lui Mussolini a fost descrisă făcându-se paralele cu viața lui Hristos. Când scria despre fierarul tatăl⁠(d) lui Mussolini, și mama⁠(d) lui, propaganda fascistă îi prezenta simbolic drept Sfânta Familie („Ei nu sunt decât Maria și Iosif în raport cu Hristos”):479. Orașul său natal, Predappio, a fost dezvoltat ca loc de turism de masă și de pelerinaj simbolic:478. Vaticanul a insinuat că puterile cerești știau că Mussolini a salvat Italia de bolșevism și astfel l-au protejat. Papa Pius al XI-lea s-a referit la el ca fiind „omul Providenței” după semnarea  Pacta Lateranensia:65-66. Presa de stat fascistă descria discursurile publice ale lui Mussolini ca fiind întâlniri sacre între „Il Duce⁠(d)” și poporul italian:11. Stilul melodramatic de oratorie al lui Mussolini era atât pantomimic cât și liturgic, cu posturi și mișcări exagerate ale mâinilor, și variații proeminente în tonul și tonalitatea vocii sale:477-478. Mussolini își dorea ca discursurile sale să fie spectacole de teatru care să inspire credința și afirma că „mulțimea nu trebuie să știe, ci să creadă”:478.
Pe lângă faptul că a fost descris ca fiind ales de Dumnezeu, regimul fascist italian l-a prezentat pe Mussolini ca fiind omnipotent sau asemeni lui Dumnezeu, cum ar fi faptul că era capabil să muncească zilnic perioade de timp excepțional de mari (14-16 ore) și că nu părea niciodată obosit:67-68. Ziarele fasciste au insinuat chiar că Mussolini a făcut miracole, cum ar fi oprirea fluxului de lavă de pe Muntele Etna din Sicilia și invocarea ploii în Libia ocupată de italieni în timpul vizitei sale în regiune în martie 1937:71. Povestea unui băiat surdo- mut care s-a vindecat după ce a ascultat în mulțime un discurs al lui Mussolini a fost povestită într-un manual de școală primară:478.

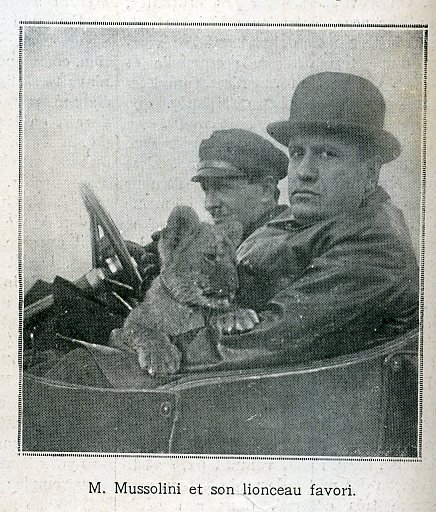
Mussolini cu animalul lui de companie, puiul de leu Ras, 1924

Imaginea sa vădit belicoasă nu a împiedicat ziarele fasciste să declare că Mussolini a făcut mai mult pentru pace decât oricine altcineva, pe principiul că el a acționat întotdeauna mai bine decât oricine altcineva:124. Propaganda fascistă a pretins că el a ridicat poporul italian din punct de vedere moral, material și spiritual:110 Mussolini era „Il Duce⁠(d)” și ca atare fusese proslăvit în cântece chiar înainte de preluarea puterii.:126. Cel de-al invazia italiană în Etiopia din 1935 a fost prezentat ca o reînvierea Imperiului Roman, Mussolini fiind înfățișat ca împăratul roman Octavianus Augustus:329.
Pentru a îmbunătăți imaginea Italiei fasciste în Africa de Nord și în Levant și pentru a obține sprijin din partea arabilor, Mussolini s-a autoproclamat „Protector al Islamului” în timpul unei vizite oficiale în Libia ocupată de italieni în 1937:112.

### Acțiune și violență versus rațiune

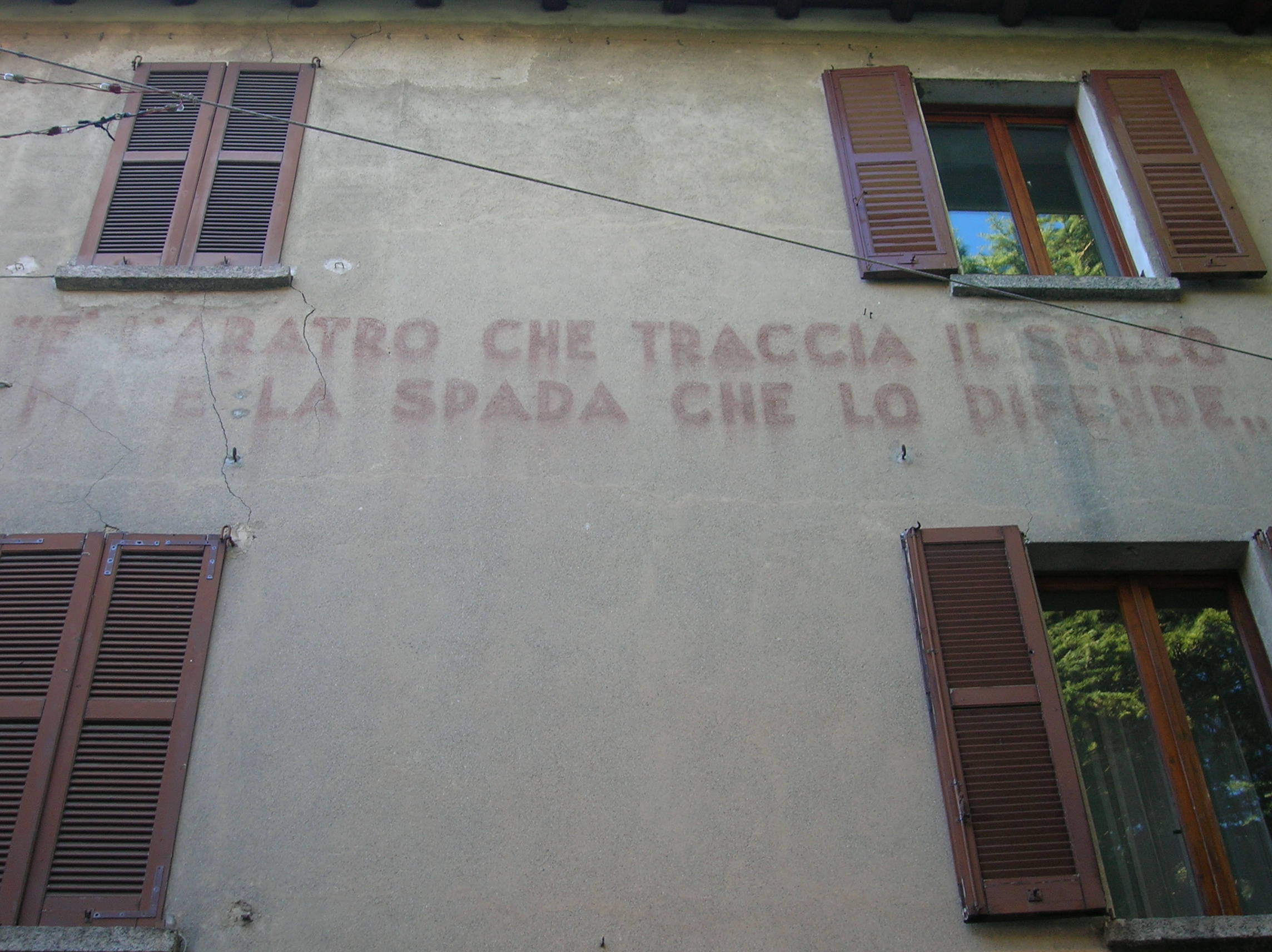
Slogan fascist: „Plugul este cel care ară brazda, dar sabia este cea care o apără”, cu referire la legenda lui Romulus și Remus

Fascismul italian a fost printre cele mai cunoscute mișcări care au exaltat acțiunea în detrimentul discuțiilor și violența în detrimentul rațiunii, situație care își avea rădăcinile cel puțin parțial în consecințele [[Urmările Primului Război Mondial | Primului Război Mondial:22. Aceasta a fost folosită pentru justificarea preluării unor noțiuni și renunțarea la ele mai apoi:28. Problemele economice au fost prezentate într-o manieră eroică și militaristă, programele fiind denumite Bătălia grâului și Bătălia lirei:130. Aspectele militare au fost, de asemenea, lăudate fără menajamente, obiectivul fasciștilor fiind obținerea supremației pe uscat, pe mare și în aer:50. Propaganda susținut că războiul era pentru om ceea ce maternitatea era pentru femeie, dezarmarea fiind astfel de neconceput:54-55.
Războiul, cucerirea și omorurile erau lăudate ca fiind esența bărbăției:3 A Fascist encyclopedia proclaimed, "Nothing is ever won in history without bloodshed".:108. Aceste idei erau inspirate din teme mai vechi, care fuseseră exaltate în timpul primei conflagrații mondialel, care subliniau că suferința era necesară pentru măreție:66-67. Primul Război Mondial a fost adesea citat în propaganda fascistă, mulți fasciști italieni proeminenți afișând numeroase medalii din timpul conflictului:79. Pentru personalități precum Gabriele d'Annunzio, revenirea la starea de păce însemna doar întoarcerea la banalitate, dar idealul era tot războiul, teme pe care fascismul italian le-a preluat în propaganda sa:37-38. Mussolini, cu puțin timp înainte de preluarea puterii, a declarat că violența este mai bună decât compromisul și negocierea:195. După aceea, a existat o perioadă prelungită în care absența unei acțiuni militare nu a împiedicat guvernul să facă multe declarații belicoase:204. Interviurile apărute în presa străină, în care Mussolini vorbea despre dorința de pace, au avut partea respectivă cenzurată înainte de a apărea în ziarele italiene:124.
Victoriile italiene în Războiul Civil Spaniol, în care Armata Regală Italiană a trimis Corpo Truppe Volontarie ("Corpul Trupelor Voluntare") pentru a interveni în favoarea naționaliștilor spanioli, au fost prezentate pe larg în presa de stat fascistă. Invazia invazia italiană a Albaniei din 1939 a fost prezentată ca un splendid act de agresiune:153. În perioada premergătoare declanșării celei de-a doua conflagrații mondiale, afirmația lui Mussolini conform cărora Italia putea mobiliza 8 milioane de soldați a fost rapid crescută la 9 milioane și apoi la 12 milioane:169. Postura continuu belicoasă a creat o situație jenantă odată cu izbucnirea celui de-al Doilea Război Mondial, deoarece neparticiparea la război ar fi subminat efectul propagandistic:45.
Propaganda i-a asemănat pe italieni cu legiune legionarii romani, iar adversarii lor au fost descriși ca fiind slabi și atrași de bani:84. A fost criticată în special Regatul Unit:85, dar atât Franța, cât și Statele Unite au fost, de asemenea, ținta unor atacuri:86. Eroismul a fost exagerat. Actele violente comise de fasciștii italieni înainte de preluarea puterii în Regatul Italiei au fost glorificate și legitimate:134</ref>. Marșul asupra Romei din 1922 a fost prezentat în mod mitic ca o sângeroasă și eroică preluare a puterii:27.
Futurismul a fost o parte utilă a scenei culturale datorită elementelor sale militariste:5. Doctrina fascistă a fost expusă pentru prima dată în Manifestul fasciiilor italiene de luptă⁠(d). Peste câțiva ani, un set diferit de idei a fost enumerat în Doctrina fascismului, despre care s-a afirmat că a fost scrisă în întregime de Benito Mussolini, deși acesta a scris doar a doua parte, iar prima parte a fost de fapt scrisă tot de Giovanni Gentile⁠(d).
Contradicțiile interne ale fascismului, cum ar fi schimbarea doctrinelor oficiale, au fost justificate de Mussolini ca fiind un produs al naturii sale: o doctrină a acțiunii și o revoltă împotriva conformismului și alienării societății burgheze:25:
Fascistul acceptă și iubește viața; el respinge și disprețuiește sinuciderea ca fiind lașă. Viața, așa cum o înțelege el, înseamnă datorie, înălțare, cucerire; viața trebuie să fie demnă și împlinită, trebuie trăită pentru sine, dar mai ales pentru ceilalți, apropiați [sic] și îndepărtați, prezenți și viitori.— Benito Mussolini, The Doctrine of Fascism, 1933.

### Unitatea

Pe sigla Partidului Național Fascist erau reprezentate „fasciile unități” pe fondul tricolorului italian

Unitatea națională și socială a fost simbolizată de adoptarea de către fasciști ca a fasciilor imperiale romane în sine bastoanele legate fiind mai puternice împreună decât individual5. Aceasta s-a inspirat din temele militare ale Primului Război Mondial, în timpul căruia italienii au fost chemați să se reunească într-o mai strânsă unitate:67</ref>. Mussolini a proclamat în mod deschis, în timp ce se pregătea Marșul asupra Romei, că fasciștii erau dispuși să ucidă sau să moară atunci când era vorba de patrie:179. În mod similar, el a declarat că statul nu a slăbit individul mai mult decât un soldat a fost slăbit de restul regimentului:112.
Aceasta făcea parte dintr-o respingere explicită a individualismului liberal. Aspectul punitiv al fascilor, care conținea un topor, nu a fost omis:15-16. Mai mult, fascismul se dorea a fi o experiență totală (sau totalitară), întrucât era imposibil să fii fascist doar în politică și, prin urmare, fascismul respingea în mod deschis sferele privată și publică ale liberalismului:16. În acest fel, fascismul era mai mult decât un partid, era un mod de viață:69. Statul corporatist a fost considerat ca formă unificatoare a politicii, în opoziție cu democrația liberală:29. Fascismul și statul deveneau un tot unitar, iar absolut totul urma să fie înglobat în stat:219.
Munca era prezentată ca o datorie socială a fiecărui cetățean, pentru că Italia era mai presus de orice scop individual:227. Viața și activitatea albinelor în stupi au fost prezentate ca un model de industrie și armonie:239. Mai mult, unitatea ar permite întregii națiuni să se implice în sprijinul asigurării necesităților militare:56. Sancțiunile impuse de Liga Națiunilor în timpul invadării Etiopiei au fost folosite pentru a uni țara împotriva „agresiunii” internaționale:70-71.

### Imperiul

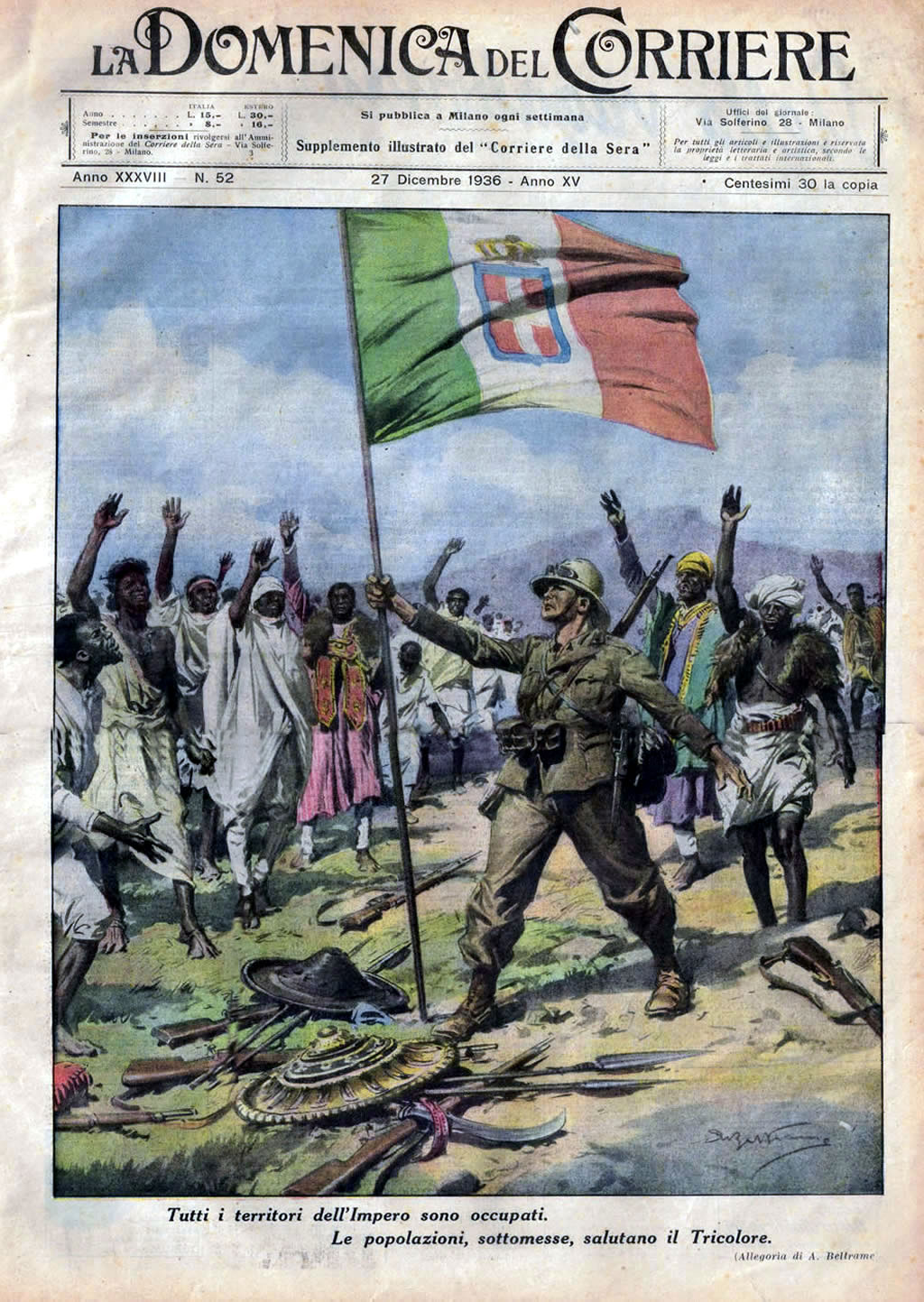
Prima pagină a suplimentului La Domenica del Corriere al ziarului Corriere della Sera care celebra victoria italiană în al Doilea Război Italo-Etiopian

Reînvierea gloriei Imperiului Roman în Italia modernă a fost o temă comună a propagandei fasciste:67. Aceasta impunea controlul asupra Mare Nostrum („Marea Noastră”, așa cum era denimită în Roma Antică Marea Mediterană):70. Franța, Marea Britanie și alte puteri au fost condamnate că ar fi ținut Italia prizonieră:12. Au fost făcut eforturi susținute în anii 1930 pentru ca să stârnească entuziasmul popular pentru colonialism:42-43. 
Pe lângă aspectele sale simbolice, fasciile fuseseră purtat de către lictorii din Roma Antică ca o reprezentare a autorității:69-70. 21 aprilie, aniversarea aniversării fondării Romei, a fost proclamată o sărbătoare fascistă menită să înlocuiască 1 Mai (sărbătoarea de origine socialistă), ca o celebrare a virtuților romane de „muncă” „disciplină”:91-92. Rolul Romei în stabilirea creștinismului ca religie universală a fost, de asemenea, preamărit:91-92.
Arhitectura a fost folosită pentru a completa renașterea romană prin juxtapunerea monumentelor moderne cu clădiri antice, cum a fost cazul Via dei Fori Imperiali⁠(d):13:177-178. În orașul Roma, proiectele arheologice și de propagandă care implicau defrișarea, izolarea (adesea prin distrugerea deliberată a clădirilor medievale din jur) și restaurarea unor monumente cheie precum Ara Pacis și Mausoleul lui Augustus au primit un sprijin puternic din partea regimului fascist:91-92. Un eveniment propagandistic de anvergură a fost deschiderea „Expoziției Augustane Romanității” la 23 septembrie 1937, pentru sărbătorirea celei de-a 2000-a aniversare a nașterii lui Augustus. Cu această ocazie a fost subliniată legătura simbolică dintre conducerea cezariană a lui Augustus și dictatura lui Mussolini: 93. La intrarea în expoziție a fost gravat un citat din Mussolini: „Italieni, trebuie să vă asigurați că gloriile trecutului sunt depășite de triumfurile viitorului”:22. Roma a constituit astfel un punct de referință în visul fascismului de construire a unei Italii agresive și orientate spre viitor:91-92. După campania militară reușită împotriva Etiopiei și proclamarea ulterioară a Imperiului Italian, propaganda regimului a proclamat că fascismul a eclipsat trecutul său roman: 94.

### Spazio vitale

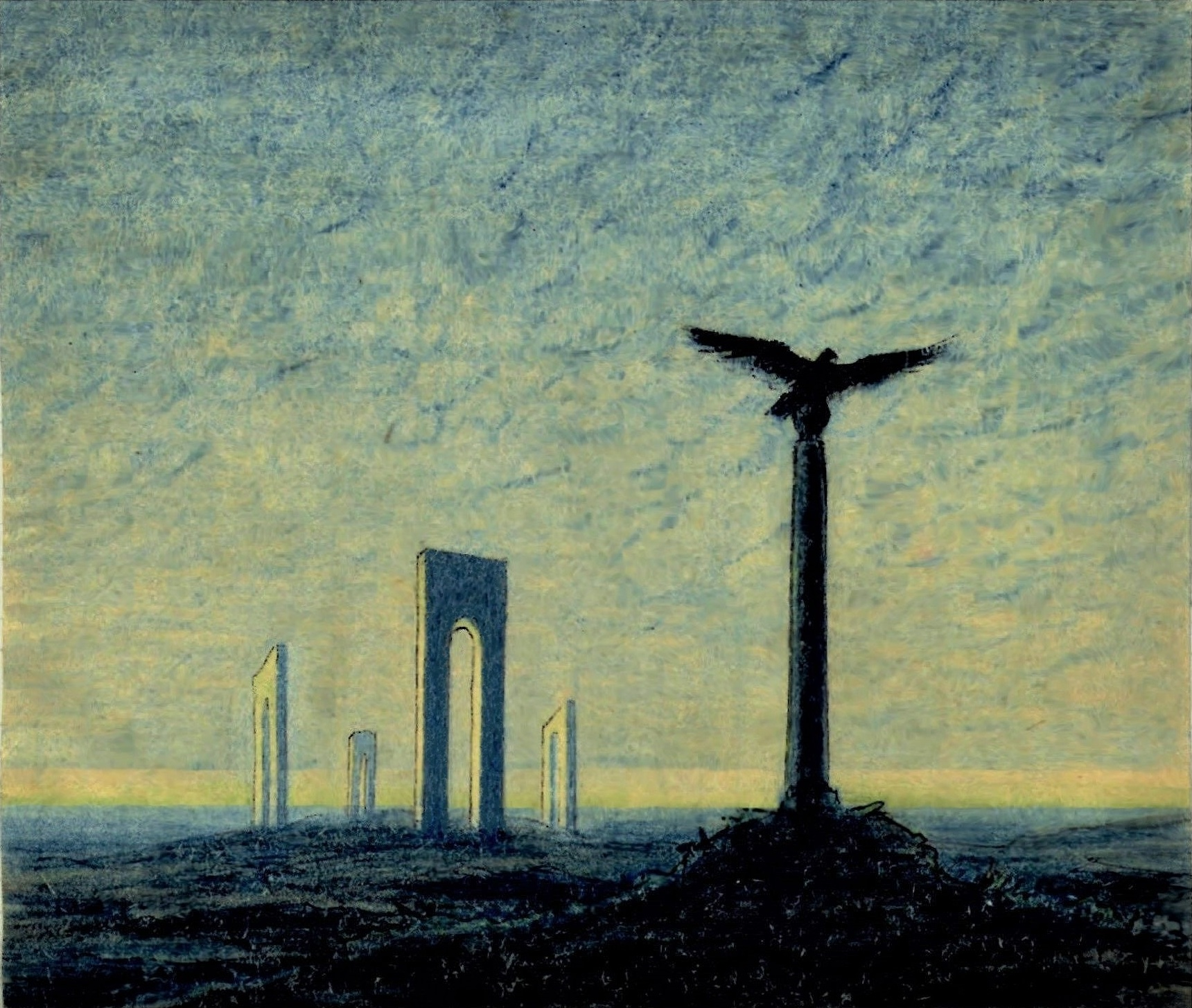
În propaganda fascistă, morții sunt considerați ca făcând parte din lupta pentru „spațiul vital”. Proiectul cimitirului militar „Paznic la granițe” (Guardia ai confini), al lui, 1941

Spazio vitale⁠(d), spațiul vital a fost prezentat ca o cucerire necesară. Aceasta ar fi consolidat țara prin emigrarea organizată a surplusului de populație și colonizarea țăranilor fără pământ și a șomerilor, care ar fi avut mai apoi capacitatea economică să cumpere bunuri italienești și ar fi activat în cadrul garnizoanelor din colonii:555. Propaganda a susținut că milioane de italieni ar fi putut trăi în Etiopia și s-au făcut afirmații exagerate cu privire la resursele acestei țări:64. Aceasta ar fi rectificat situația de după Primul Război Mondial, la sfârșitul căruia fasciștii au pretins că Aliații au înșelat Italia în ceea ce privește expansiunea în teritoriile fostelor imperii Austro-Ungar și  Otoman:42.

### Natalitatea
Chiar și atunci când susținea că populația trebuie să fie colonizată, propaganda îndemna la o mai mare rată a natalității și îi ironiza pe bărbații care nu reușeau să facă copii și femeile a căror modă pariziană nu era potrivită pentru a avea urmași:554-555. 
Sloganurile au încurajat maternitate ca formă feminină de patriotism{{RP|81}. Mussolini a instruit șefii organizațiilor fasciste de femei să meargă acasă și să le spună femeilor că au nevoie de multe nașteri:83. Pentru ca să obțină victoria în „bătălia nașterilor”, trebuia să se acorde asistență mamelor și nou-născuților, iar înființarea unei organizații în acest sens a fost proclamată cu surle și trâmbițe:244. Contracepția a fost criticată ca producând probleme medicale:93.
Mussolini a fost în favoarea unei țări cu o mai numeroasă populație rurală, care ar fi permis, în opinia lui, creșterea natalității:245.
„Bătăliile” pentru recuperarea terenurilor și creșterea producției de cereale, s-a lăudat Mussolini, au fost un succes astfel încât Italia să poată găzdui încă 10 milioane de oameni:111.

### Civilizația
Retorica fascistă a prezentat atacul împotriva Etiopiei ca pe o operațiunea care promova cauza civilizației:322. Alte națiuni europene au fost invitate să se alăture Italiei împotriva presupușilor „canibali sălbatici” și „stăpâni de sclavi”:65. 
Acest lucru a fost susținut de una dintre cele mai impresionante ceremonii ale lor, inițiativa Aur pentru patrie, care a implicat donarea de verighete și alte forme de obiecte din aur de către cetățenii italieni în schimbul unor brățări din oțel pe care era scris „Aur pentru patrie”. Mulți italieni au participat, și chiar Rachele Mussolini⁠(d) era cunoscută ca fiind cea care și-a donat verigheta. Aurul donat a fost apoi colectat și folosit pentru a finanța efortul de război:322-323.

#### Etiopia
În timpul războiului, s-a făcut propagandă cu privire la atrocitățile exagerate ale Imperiului Etiopian, atât în ceea ce privește abuzurile împotriva prizonierilor, cât și utilizarea abuzivă a simbolului Crucii Roșii pe instalațiile militare:9.

### Economia
O serie de minciuni elaborate au fost propagate pentru obținerea sprijinului pentru aventura etiopiană, susținând că Italia era autosuficientă din punct de vedere alimentar și că se stocase suficient combustibil:63-64. 

### Bolșevismul
Socialismul a fost combătut, în special formele sale internaționaliste. Forțele socialiste au fost denunțate ca fiind o „armată rusă”:134. Un editorialist, care se temea că violența fascistă va dezgusta femeile, le-a avertizat că asasinatele erau necesare pentru a salva Italia de „bestia bolșevică”:146.
În primul său discurs în calitate de deputat, Mussolini a proclamat că nu sunt posibile înțelegeri între comunism și fascism, chiar dacă și-a arătat disponibilitatea să colaboreze cu alte grupări
Războiul Civil Spaniol a fost prezentat ca o cruciadă împotriva comunismului:132.

### Cultura străină
Influența culturii străine a fost atacată:27-28. O campanie activă de propagandă a atacat „americanismul”, care a fost a făcut descris ca o „pată de grăsime care se răspândește în întreaga viață europeană”:28. Romanele franțuzești și rusești sau cartea Outline of History⁠(d) a lui H. G. Wells au fost, de asemenea, atacate ca fiind dăunătoare pentru tineret:29. Literatura britanică și franceză erau dovezile pe care propaganda fascistă le aducea gradului înalt de decădere a celor două popoare, rata scăzută a natalității din cele două state a fost aspru criticată, iar Italia a fost proclamată „salvatoarea” francezilor și britanicilor în Primul Război Mondial:93-94.

Italienizarea numelor de străzi și a monumentelor din regiunile în care existau populații compacte slave sau germani a fost impusă prin lege, iar profesorii care predau în alte limbi decât italiana au fost persecutați:189. În 1926 a fost introdusă o legislație nouă care a impus italienizare numelor de familie de origine slavă. Cluburile sportive au fost, de asemenea, forțate să își italienizeze numele: A.C. Milan a devenit Milano, iar Internazionale a fost redenumit Ambrosiana, după numele sfântului patron al orașului Milano:20.

### Democrația
Democrația și liberalismul au fost declarate muribunde, fiind citate laudele pe care fascismul le-a primit pretutindeni precum și afirmațiile conform cărora muncitorii din America de Nord și-ar fi dorit un lider precum Mussolini:48. Fascismul era dovada clară a superiorității inerente a  regimurilor autoritariste față de democrații, rezolvând probleme la care liberalismul nu avea niciun răspuns:50-51. În 1934, Mussolini a declarat că atât democrația, cât și liberalismul au murit:54. Cultura și moralitatea burgheză erau considerate părți integrante ale liberalismului și erau astfel atacate. Se presupunea că burghezia prețuia utilitarismul, materialismul, bunăstarea și menținerea status quo-ului în locul virtuților fasciste de dinamism, curaj, disciplină și sacrificiu de sine{{RP|>:104–105. La 29 noiembrie 1937 a fost inaugurată o expoziție antiburgheză:104. Expoziția critica „aspectele tipice ale mentalității burgheze” și ridiculiza gesturi și obiceiuri precum strângerile de mână, costumele, jobenurile și ceaiul de după-amiază, toate acestea cărora fascismul urma să le ofere proprii înlocuitori, cum ar fi salutul roman:104. Chiar și calendarul gregorian a fost considerat burghez. În era fascistă, anul începea la 29 octombrie, a doua zi după aniversarea Marșului asupra Romei, iar anii trebuiau numărați din 1922 folosind cifre romane:104.
Atacul împotriva Etiopiei a fost catalogat ca fiind vigoarea și idealismul italian care zdrobea cu ușurință democrațiile decadente, lipsite de sânge și lașe, mai ales că acestea susțineau barbarii în detrimentul „mamei civilizațiilor”:71

### Plutocrația
Statele Unite ale Americii au fost vizate în mod special de propaganda italiană datorită bogăției și poziției dominante în politica mondială:28
Intrarea în conflagrația mondială împotriva Aliaților a fost prezentată ca un război împotriva plutocrațiilor decadente:9. De asemenea, se pretindea că aceste puteri au împiedicat imperialismul italian:11. Mussolini a început să critice asuprirea de care suferea Italia încă de la negocierile de pace din Primul Război Mondial și din primele zile ale fascismului ca mișcare:99.

## Media

### Ziarele
Autoritățile puteau confisca ziarele pe motiv că ar fi publicat informații false care să incite la ură de clasă sau să sfideze guvernul:70-71. Între timp, publicațiile profasciste au fost subvenționate și, începând cu anul 1926, era nevoie de permisiunea guvernului pentru a publica:71.

### Sloganurile
Sloganurile au fost folosite pe scară largă și inscripționate de multe ori pe pereți.:81

### Afișele
Mulți dintre cei mai importanți artiști grafici italieni au produs afișe fasciste:81-82.
În timpul celui de-al Doilea Război Mondial, pentru a contracara fluturașii britanici parașutați deasupra Italiei, care afirmau că bombele sunt blestemul lui Garibaldi, afișele italiene proclamau că o victorie a britanicilor însemna ceva mai rău decât bombele – asupra italienilor s-ar fi abate barbarismul:87. Americanii au fost descriși ca fiind gata să jefuiască bogățiile Italiei:87.

### Expoziția Revoluției Fasciste
Expoziția Revoluției Fasciste a fost concepută ca un avenimient propagandă pentru prezentarea istoria Italiei până la Marșul asupra Romei, pentru a implica emoțional vizitatorii în mișcarea fascistă:81.

### Marșurile
Două marșuri majore au fost descrise de propaganda italiană: Marșul asupra Romei, care l-a adus pe Mussolini la putere, și Marșul voinței de fier, capturarea capitalei etiopiene:554-555. Noțiunea de „marș asupra Romei” era un concept care inspira eroism și sacrificiu, iar fasciștii s-au folosit din plin de această noțiune:45.

### Cântecele
Cântecele au fost utilizate pe scară largă în scopuri propagandistice. Mussolini a fost proslăviet în cântece chiar și înainte de a ajunge la putere:126. Imnul Partidului Național Fascist a fost Giovinezza (Tinerețe)⁠(d):129.

### Emisiunile radio
Odată cu creșterea în timpul regimului fascist a numărului de aparate de radio aflate în casele italienilor, radioul a devenit principalul instrument de propagandă în rândurile populației:554. Emisiunile radio au fost folosite pentru transmiterea discursurilor în aer liber ale lui Mussolini și ca instrument de propagandă pentru tineret:80-81. 

### Filmele
Istituto Luce⁠(d) a fost înființat în 1924 de guvernul fascist pentru supravegherea activității cinematografice din Italia. Rolul principal al organizației era crearea de jurnale de știri difuzate înaintea filmelor. Între 1934 și 1935, guvernele au depus mai multe eforturi pentru a controla industria cinematografică italiană. În 1934, Luigi Freddi⁠(d) a condus Direzione Generale per la Cinema, al cărei scop era să cenzureze filmele realizate care puteau fi dăunătoare pentru guvernul fascist. Acest lucru a făcut ca multe filme americane să fie interzise și multe scenarii italiene să fie modificate. În 1935, a fost înființat  Ente nazionale industrie cinematografiche (Organismul național al industriei cinematografice) (ENIC) pentru a face filme, după ce a fost cumpărat un lanț de cinematografe, iar în 1938 organizația s-a extins pentru a reglementa numărul de filme străine care intrau în Italia.
Regimul fascist nu a reușit niciodată să facă filmele propagandistice care să transmită un mesaj politic. Filmul nu a fost utilizat pe scară largă pentru propagandă, deoarece publicul italian nu era interesat de filmele „serioase” pe care guvernul, dar dorea filme realiste. Cu toate acestea, cenzura a fost puternic folosită pentru eliminarea materialelor nedorite și a fost înființat un organism guvernamental pentru producerea de documentare care să glorifice realizările fasciste:77

### Școlile
:71-72. Profesorii erau destituiți dacă nu se conformau, iar manualele școlare trebuiau să pună accent pe „sufletul fascist”:20.

### Grupurile de tineri
Tinerii Fasciști și Grupurile Fasciste Universitare au existat pentru a canaliza talentele către Partidul Fascist și, timp de mai mulți ani, au fost singura sursă de noi membri pentru partid:10. Studenții au aflat curând că trebuie să se alăture grupurilor universitare pentru a avansa:72. Mussolini a proclamat că scopul acestor grupuri este să insufle tineretului dorința de putere și cuceriri ca în cazul fasciștilor:11.
Până la vârsta de paisprezece ani, grupurile erau în organizate în principal pentru practicarea diferitelor sporturi, dar, de la paisprezece ani au fost adăugate exerciții militare:72-73. Pentru tineri au fost compuse cântece și li s-au transmis învățături care să le modeleze opiniile:221. Totul, de la institute culturale la tabere, a fost organizat pentru a consolidarea poziției fascismului:220.

### Moda vestimentară
Italia a implementat standarde de modă pentru a impune un anumit comportament politic. S-a încercat îndepărtarea femeilor de individualitate și atragerea lor spre conformismul fascist.